# 池辺吉十郎
池辺 吉十郎（いけべ きちじゅうろう、旧字体：池邊 吉十郎、1838年2月5日（天保9年1月11日） - 1877年（明治10年）10月26日）は幕末から明治前期の武士、士族、志士、教育家。本名は重章。熊本藩士の子として宇土に生まれる。武士や志士として活動していたが、西南戦争では、西郷隆盛軍の下で、熊本隊の隊長として奮戦するも捕らわれ長崎で処刑された。

## 生涯

### 幼少期
天保9年1月11日（1838年2月5日）に熊本藩士の子として生まれる。本名は重章（しげあき）。また、藩校で学ぶ。翌年には世話役や組役なども任せられた。その後、家督を継ぎ、また、京都守護も命じられる。

### 武士時代
26歳になると、第二次長州征伐の際に小倉出兵に従った。その後、池辺三山（吉太郎）を授かる。

### 教育家時代
35歳になると、一家で横島村（現・熊本県玉名市横島町）へ出る。横島村で私塾を開き、門下を集めながら、弟子たちに教育。しばらくすると、村民から多くの尊敬を受けた。また、政治家である西郷隆盛、武士の桐野利秋との交流も得ていた。それだけでなく、4年間、鹿児島に遊学し、帰郷すると、また、私塾を開いた。

### 西南戦争時代
西南戦争が始まると、村田新八と話し合い、西郷隆盛に味方しようとしたが、議論をするごとに話がまとまらないため、自ら熊本隊を編成した。後に約1000人もの人数を率いる熊本隊の隊長となった。熊本での戦いの際には、各地で奮戦。敗戦し政府に捕らわれ長崎に移され処刑。

### 墓所
子の池辺三山が、長照寺に仮埋葬していた遺骨と遺髪を持ち帰り、熊本県玉名市に移し埋葬。現在は横島町文化財保存顕彰会が管理している（2008年12月22日に文化財指定）。墓は、吉十郎の本名である「池辺重章」と彫刻されている。

## 経歴
- 1838年2月5日（天保9年1月11日） - 生誕。
- 1847年 - 藩校で学ぶ。
- 1862年 - 家督を継ぐ。
- 1863年 - 世話役、組役を任される。
- 1864年 - 京都守護を命じられる。第二次長州征伐の際に、小倉出兵に従う。
- 1864年3月12日（文久4年2月5日） - 池辺三山（吉太郎）を授かる。
- 1867年5月 - 京都詰公用人として京都に赴任。しかし一年足らずで帰藩を命じられる。その後、玉名郡代、山本山鹿郡代助勤兼務となる。
- 1869年 - 熊本藩少参事となる。
- 1870年 - 細川護久が知藩事となり実学党政権が誕生。学校党を指導した。
- 1874年 - 横島村で私塾を開く。
- 1877年 - 西南戦争で村田新八と話し合い、熊本隊を結成。
- 1877年2月19日-小川で連合軍大隊長別府晋介と会合する。
- 1877年2月21日-川尻にて1番大隊長篠原國幹に面会。
- 1877年2月22日-春竹の薩軍大本営にて西郷隆盛と面会。
- 1877年2月24日-出町本営から伊倉の光専寺に向け出立し天水にて薩軍と合流。
- 1877年2月25日-高瀬に出陣。西南戦争の関ケ原の戦いと言われる『高瀬大会戦』初日を薩軍優位に進める、伊倉の本営に帰る。
- 1877年2月26日-本営出立の後、八嘉から寺田へ。交戦となり、神社へ身を隠す。腹部に銃創を負い、佐々友房率いる熊本隊一番隊と合流。
- 1877年2月27日-『高瀬大会戦』3日目。桐野隊・篠原隊・篠原別動隊・村田隊と3方向から高瀬を攻めるも、連携が取れず敗戦により撤退。この日西郷隆盛の末弟、西郷小兵衛が繁根木川沿いにて銃弾を受け死亡する。
- 1877年9月25日-各地を転戦し、花尾の神社にて官兵に探知され逮捕される。その後長崎へ船で送られる。
- 1877年10月26日 - 処刑され死去。

## 登場作品
- 翔ぶが如く（NHK大河ドラマ、1990年）演： 大木戸真司